# Cacoal Airport
Cacoal Airport är en flygplats i Brasilien.   Den ligger i kommunen Cacoal och delstaten Rondônia, i den centrala delen av landet, 1 500 km väster om huvudstaden Brasília. Cacoal Airport ligger 234 meter över havet.
Terrängen runt Cacoal Airport är platt. Närmaste större samhälle är Cacoal, 6,1 km norr om Cacoal Airport.
Omgivningarna runt Cacoal Airport är huvudsakligen savann. Runt Cacoal Airport är det ganska glesbefolkat, med 47 invånare per kvadratkilometer.